# 何塞普·阿尔穆德维尔·马特乌
何塞普·爱德华多·阿尔穆德维尔·马特乌（西班牙語：Josep Eduard Almudéver Mateu，1919年7月30日—2021年5月24日）是法国人，曾以国际纵队法国志愿者的身份参与了西班牙内战，是已知最后去世的一位国际纵队成员。

## 人物简历
何塞普·马特乌出生于马赛的一个西班牙裔家庭，在法属摩洛哥的卡萨布兰卡和西班牙的阿尔卡塞尔长大。他拥有法国和西班牙双重国籍。西班牙1936年7月政變发生时，他和家人住在瓦伦西亚。尽管他当时还未成年，但他成为了共和国政府的志愿者。
他隐瞒自己的年龄加入了驻在特鲁埃尔的巴勃罗·伊格莱西亚斯纵队。在特鲁埃尔前线受伤后他被送往后方；但他作为CXXIX国际旅的一员重新参军。他作为佛朗哥政权的俘虏度过了1939年初至1942年末的日子，后在西班牙东北部服役于马基斯游击队。1947年被迫流亡法国，住在图卢兹附近的帕米尔，1965年返国。直到去世他一直是一名忠诚的共产主义者。
他于2021年5月24日在法国去世，享年101岁。在他去世时，是已知最后去世的一位国际纵队成员。